# Adolf Dassler
Adolf Dassler, detto Adi (Herzogenaurach, 3 novembre 1900 – Herzogenaurach, 6 settembre 1978) è stato un imprenditore tedesco, fondatore della casa d'abbigliamento sportivo Adidas e fratello di Rudolf Dassler, fondatore della Puma.

## Biografia
Adolf, conosciuto come Adi, ha iniziato a produrre le sue prime scarpe sportive al termine della prima guerra mondiale, aiutato dal padre, Christoph, dai fratelli Zehlein e da Rudolf, che in seguito abbandonò l'azienda per fondare la rivale Puma. Lo stesso nome Adidas deriva dall'unione del soprannome e delle prime tre lettere del cognome del suo fondatore, Adi Dassler. L'azienda ottenne subito un grande successo e guadagnò la ribalta internazionale equipaggiando
Nel 1975 il figlio Horst fondò la propria azienda, l'Arena, specializzata in abbigliamento per il nuoto.
Dopo la morte di Adolf, avvenuta nel 1978, si occuparono dell'azienda il figlio e la moglie Käthe.